# Буркау
Буркан (нім. Burkau; в.-луж. Porchow) — громада в Німеччині, розташована в землі Саксонія. Входить до складу району Бауцен.
Площа — 31,83 км2. Населення становить 2632 ос. (станом на 31 грудня 2020).
Громада підрозділяється на 9 сільських округів.
Офіційним мовою в населеному пункті, крім німецької, є верхньолужицька.

## Галерея

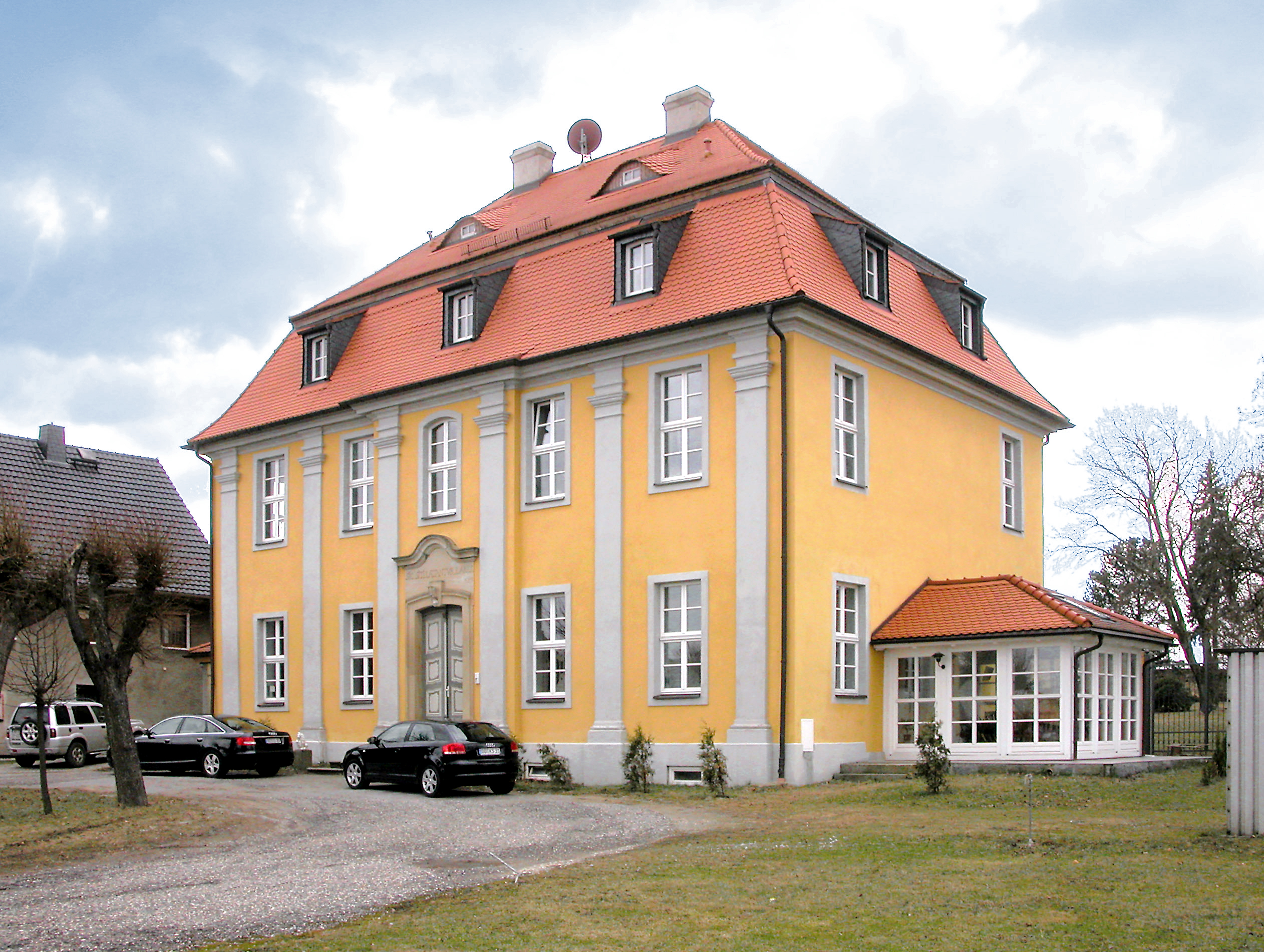
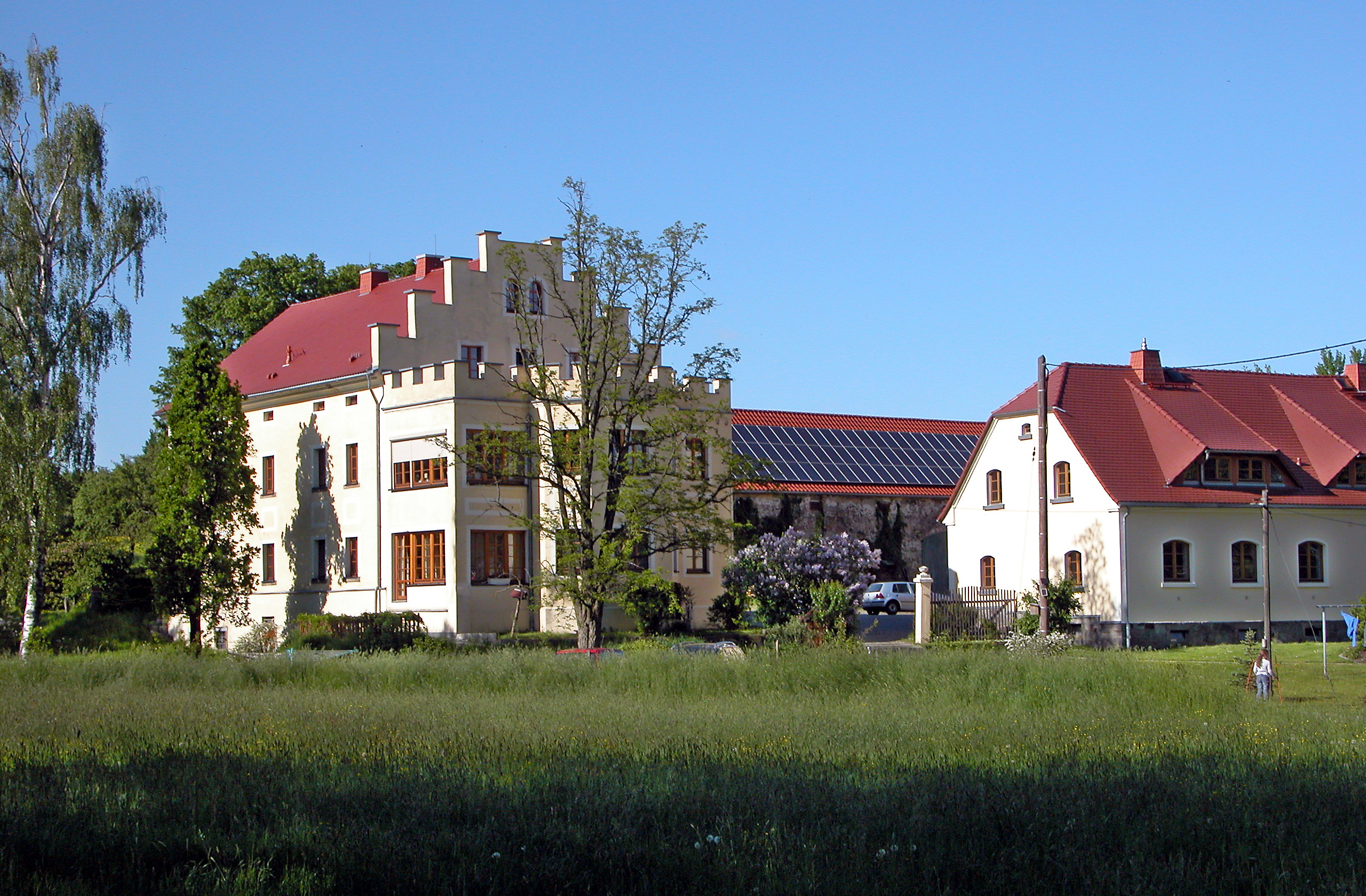